# 2004-es közel-keleti ralibajnokság
A 2004-es közel-keleti ralibajnokság 2004. január 28-án vette kezdetét és december 3-án végződött. A bajnok az emirátusi Hálid al-Kászimi lett, másodikként a címvédő Nászer el-Attija, harmadikként pedig a ciprusi Andreas Tsoulftas végzett.

## Versenynaptár
| Dátum           | Verseny                          | Győztes          |
| --------------- | -------------------------------- | ---------------- |
| január 28–30.   | UAE International Rally          | Nászer el-Attija |
| március 10–13.  | Bahrain International Rally 2004 | Hálid al-Kászimi |
| április 21–23.  | Oman International Rally         | Nászer el-Attija |
| május 20–22.    | Jordan International Rally       | Amjad Farrah     |
| július 2–4.     | Rally of Lebanon                 | Roger Feghali    |
| szeptember 1–3. | Syrian International Rally       | Hálid al-Kászimi |
| október 1–3.    | The Troodos Rally                | Nászer el-Attija |
| december 1–3.   | Dubai International Rally        | Nászer el-Attija |

## Végeredmény
| #  | Versenyző          | Rali | Rali | Rali | Rali | Rali | Rali | Rali | Rali | Teljes pontszám |
| #  | Versenyző          | UAE  | BAH  | OMA  | JOR  | LEB  | SYR  | TRO  | DUB  | Teljes pontszám |
| -- | ------------------ | ---- | ---- | ---- | ---- | ---- | ---- | ---- | ---- | --------------- |
| 1  | Hálid al-Kászimi   | 8    | 10   | 0    | 6    | 1    | 10   | 8    | 8    | 51              |
| 2  | Nászer el-Attija   | 10   | 0    | 10   | 0    | 4    | 0    | 10   | 10   | 44              |
| 3  | Andreas Tsoulftas  | 0    | 8    | 5    | 8    | 0    | 5    | 0    | 0    | 26              |
| 4  | Amjad Farrah       | 5    | 0    | 3    | 10   | 0    | 0    | 0    | 0    | 18              |
| 4= | Ahmed Al-Sabban    | 0    | 6    | 4    | 2    | 0    | 6    | 0    | 0    | 18              |
| 6  | Abdo Feghali       | 0    | 0    | 0    | 0    | 8    | 0    | 0    | 6    | 14              |
| 7  | Abdulla Al-qassimi | 4    | 0    | 0    | 0    | 0    | 8    | 0    | 0    | 12              |